# Mount Beadell
Mount Beadell är ett berg i Australien. Det ligger i regionen Ngaanyatjarraku och delstaten Western Australia, omkring 1 200 kilometer nordost om delstatshuvudstaden Perth. Toppen på Mount Beadell är 522 meter över havet, eller 32 meter över den omgivande terrängen. Bredden vid basen är 3,4 km.
Trakten runt Mount Beadell är nära nog obefolkad, med mindre än två invånare per kvadratkilometer.. Det finns inga samhällen i närheten.
Omgivningarna runt Mount Beadell är i huvudsak ett öppet busklandskap. Genomsnittlig årsnederbörd är 376 millimeter. Den regnigaste månaden är januari, med i genomsnitt 84 mm nederbörd, och den torraste är augusti, med 2 mm nederbörd.